# ويليام فليتشير راسيل
ويليام فليتشير راسيل (بالإنجليزية: William Fletcher Russell) هو مدرس أمريكي، ولد في 18 مايو 1890 في قرية دلهي في الولايات المتحدة، وتوفي في 26 مارس 1956 في واشنطن العاصمة في الولايات المتحدة.